# آرامگاه زیارتگاه علیا
بقعه زیارتگاه علیا مربوط به سده‌های میانه دوران‌های تاریخی پس از اسلام است و در شهرستان بجنورد، بخش راز و جرگلان، دهستان جرگلان، روستای گنبدلی واقع شده و این اثر در تاریخ ۱۵ دی ۱۳۸۷ با شمارهٔ ثبت ۲۴۲۳۴ به‌عنوان یکی از آثار ملی ایران به ثبت رسیده است.